# شهرستان گچساران
شهرستان گَچساران از شهرستان‌های ایران در جنوب غربی استان کهگیلویه و بویراحمد است مرکز این شهرستان، شهر دوگنبدان است. جمعیت این شهرستان در سال ۱۳۹۵، برابر با ۱۲۴۰۰ نفر بوده است.گچساران دارای بزرگترین ذخایر گاز در ایران است همچنین دارای بزرگترین میدان نفتی قابل استحصال در ایران و سومین میدان نفتی جهان است.
عموم مردم گچساران از قوم لُر هستند و به زبان لری جنوبی تکلم میکنند.
شهرستان گچساران حدود ۴٬۶۸۳ کیلومتر مربع وسعت دارد. این شهرستان از شمال به شهرستان چرام از شمال غرب به شهرستان کهگیلویه از جنوب به شهرستان گناوه (استان بوشهر) از شرق و شمال شرقی به شهرستان ممسنی (استان فارس) و از غرب به شهرستان بهبهان (استان خوزستان) محدود می‌باشد.

## پیشینه شهر دوگنبدان
درکتاب لغت‌نامه، علی اکبر دهخدا از دوگنبدان ذکر شده که دهی است از دهستان زیرکوه باشت بابوئی بخش گچساران از توابع شهرستان بهبهان واقع در ۲۳ هزار گزی شمال باختری گچساران و دارای ۲۵۰ تن سکنه است، آب آن از لوله‌کشی شرکت نفت و راه آن، اتومبیل رواست. این شهر که در متون تاریخی از آن به نام گنبد ملغان یا گنبد ملجان یادشده است از شهرهای آباد در مسیر راه شهر نوبندگان به ارجان بوده است و در کتاب جغرافیای تاریخی سرزمینهای خلافت شرقی از گای لسترنج دوگنبدان را با نام گنبد ملغان یا ملجان یا ملگان، جزئی از ولایت فارس ذکر کرده که در ساحل یکی از شعب رودخانه شیرین در مسیر نوبندگان به ارجان قراردارد؛ و در مورد موقعیت جغرافیایی و آب و هوای آن می‌گوید که شهر گنبد ملغان از جمله مناطق گرمسیری بوده و نخلستان آن شهرت دارد که در مجاورت کوه و ولایت بازرنگ و همچنین صرام (چرام) که زمستان آن به بسیار سرد بوده و حتی در فصل تابستان سر کوه آنجا برف داشته واقع است. مقدسی درقرن چهارم از قریه ویرانی درآنجا گفتگو کرده است و در فارسنامه ابن بلخی که در قرن ششم می‌زیسته از آن به عنوان شهری گرمسیری که آب روان دارد یاد کرده است. او از قلعه‌ای در دوگنبدان که آذوقه سه چهار سال محافظین قلعه را در آن نگه می‌دارد و هوای آن خنک است و همچنین از باغات میوه، غله، آب انبارعالی، مسجد جامع و قلعه‌های دیگری در شهر صحبت کرده است. یاقوت بن حموی از ملجان به صورت منطقه‌ای در فارس بین ارجان و شیراز با عنوان دهکده و قلعه، یاد می‌کند. از آنجا که رستاق گنبد ملجان در مرز شاهپور و در برابر ارجان قرار داشته می‌توان نزدیکی مکانی و همبستگی قدیمی این دو رستاق را محتمل شمرد.
علاوه ابن بلخی، عبداله مستوفی نیز از وجود قلعه‌ای در نزدیکی شهر خبر می‌دهد که البته هنوز اثری از این ویرانه‌ها بدست نیامده است. دوگنبدان در جهانگشای نادری از تألیفات عصر افشاریه نیز یاد شده و ذکر کرده است که بقایای یک کاروانسرای قدیمی که شاید از دوران صفویه و باراندازی جهت مسافران خلیج فارس وجود دارد که در عصر حاضر درشش کیلومتری ورود به شهر از طرف جاده شیراز خوزستان و در کنار محل ژاندارمری و قبرستان قدیمی تا سال ۱۳۴۲ دیده می‌شد.

## وجه تسمیه نام شهر دوگنبدان
وجه تسمیه این شهر به خاطر وجود دو گنبد فروریخته‌ایست در دشت‌های شرق و غرب دوگنبدان، یکی گنبدی با ارتفاع حدوداً شش متر در غرب ناحیه لیشتر که آثارش هنوز پابرجاست است و دیگری در جلگه شرقی دوگنبدان و در ابتدای تنگ مالیون قرار داشته است. گنبد دوم اکنون وجود ندارد ولی آثار ویرانه‌های تپه‌ای وجود دارد که گمان می‌شود یک چهار طاقی بزرگ بوده باشد که زمانی گنبد شکوهمندی بر آن ساخته‌اند؛ بنابراین شهر به دلیل وجود این دو گنبد، دوگنبدان نامیده شده است. آقای نورمحمد مجیدی درکتاب تاریخ و جغرافیایی کهگیلویه و بویراحمد دربارهٔ آثار این دوگنبد گفته است که ظاهراً بقایای آثار دوگنبد تا سال ۱۳۵۰ در شمال غربی شهر و در مجاورت مخازن آبی که شرکت نفت جهت کارگران و شهروندان دوگنبدان احداث نموده وجود داشته است. گروه باستان‌شناسی که تحت نظر سِر اورل اشتاین انگلیسی که در سال ۱۳۱۴ شمسی در مسیر راه خود از شهر دوگنبدان بازدید کرده و شرح آن در کتاب راه‌های باستانی و پایتخت‌های قدیمی ایران توسط دکتر بهمن کریمی آورده شده است دیدنی‌های خود را از شهر دوگنبدان یا کاروان سرا در سال ۱۳۱۴ آورده و گفته است که اطاقهایی به سبک دوران صفوی در کنار چشمه‌ای و در ویرانه هائی در ۵/۵ کیلومتری شمال غربی دوگنبدان دیده می‌شود که از آن به نام کاروانسرا یا دوگنبدان نام برده است همچنین ذکر نموده که در کاروان سرای دوگنبدان بیشتر اهالی به زراعت جو و گندم وحشم اشتغال داشته‌اند. همچنین گفته است که در نزدیکی بنای این ده کاروانسرای بسیار قدیمی که شاید از دوره صفویه باشد وجود دارد که این کاروانسرا از گچ و سنگ ساخته شده و هنوز قسمت مهمی ازآن برپاست. او در ادامه می‌نویسد بر سر این کاروانسرا کنونی پست امنیه دوگنبدان قرار دارد و اینکه چشمه و آبادی قدیمی نزدیک این کاروانسرا بوده است.

## تاریخچه شکل‌گیری
دوگنبدان از جمله کاروانسراهایی بوده که در قدیم در مسیر راه شاهی قرار داشت که در قرون جدید به مرور و تا قبل از سال ۱۳۰۶ تقریباً خالی از سکنه شد ولی پس از آن با فعالیت‌های شرکت نفت در منطقه (گچساران قدیم) این منطقه دوباره اهمیت یافت و اولین چاه نفت در روستای بابامحمد از توابع دوگنبدان امروزی حفاری شد که اکنون به چاه شماره شش معروف است. بعد از این تاریخ با وجود این که توسط کارکنان ایرانی و انگلیسی شرکت نفت تعدادی چاه در اطراف دوگنبدان حفر گردیده لیکن درسالهای بعد به دلیل نا امنی‌هایی در منطقه این گروه به مسجد سلیمان رفته و در آنجا به کار حفاری نفت ادامه دادند ولی مجدداً ازسال ۱۳۱۵ شرکت نفت ایران و انگلیس فعالیت‌های اکتشاف و حفاری و استخراج از چاه‌های این منطقه را شروع کردند. در بعضی ازمنابع تاریخی از این شهر به عنوان محل یک کاروانسرای دوره صفوی نام برده شده و روستائی به نام زریون در شمال این کاروانسرا قرار داشته که امروزه از هیچ‌کدام اثری باقی نمانده است. روستای زریون تا سال ۱۳۱۹ وجود داشته که با شروع و بهره‌برداری مجدد از منابع نفتی در منطقه جزئی از باند فرودگاه قدیمی شرکت نفت می‌گردد. برطبق گفته هاینس گاوبه که اصولاً دوگنبدان تا قبل از انتقال قسمتی از سازمان شرکت نفت به آنجا اهمیتی نداشته و فقط مسافران از آثار کاروانسرایی آن سخن گفته‌اند به نظر می‌رسد که تنها این کاروانسرا و سه روستای کوچک به نام‌های زریون، پربالی، رادک سابقه سکونت در دوگنبدان بوده است. با شروع فعالیت‌های نفتی در گچساران قدیم در سال ۱۳۱۶ و تغییر مکان واحدهای کارگری و کارمندی شرکت نفت، از گچساران قدیم به شهر دوگنبدان، در فاصله سال‌های (۳۰–۱۳۲۸) این شهر رونق تازه‌ای به خود گرفت یعنی روستای زریون در مسیر باند فرودگاه شرکت نفت واقع شد و اهالی آن به روستای پروبالی منتقل شده‌اند. گچساران قدیم بر اثر ناهمواری زمین، محدودیت فضای شهری، تراکم تأسیسات نفتی و زلزله‌های متناوب و مکرری که به علت انفجار اکتشاف معادن نفت ایجاد می‌گردید در سال ۱۳۳۰ برابر با تصمیمات دولت و شرکت نفت ایران و انگلیس تخلیه و تخریب گردید و قرار شد به شهر دوگنبدان فعلی که محل مناسبی برای استقرار کارگران و کارمندان و احداث شهری نوساز بود منتقل گردد. برنامه ساخت شهر دوگنبدان به علت داشتن منابع نفت فراوان دراطراف و حوالی آن بوده است و بعد از این که شرکت نفت محل آن را برای استقرار کارکنانش مناسب یافت تدریجاً به محل فعلی منتقل شدند و اولین کلنگ بنای شهر فعلی دوگنبدان توسط شرکت نفت در سال ۱۳۳۴ به زمین زده شد که به تدریج با سکونت اهالی و اشتغال در تأسیسات شرکت نفت این شهر گسترش یافته و از سال ۱۳۳۵ با احداث خانه‌های مسکونی کارکنان شرکت نفت و احداث تعدادی مغازه مربوط به کسبه بهبهانی، گروهان ژاندارمری و خیابان کشی به شیوه امروزی تدریجاً شهر گسترش یافت و به شهر دوگنبدان معروف شد.

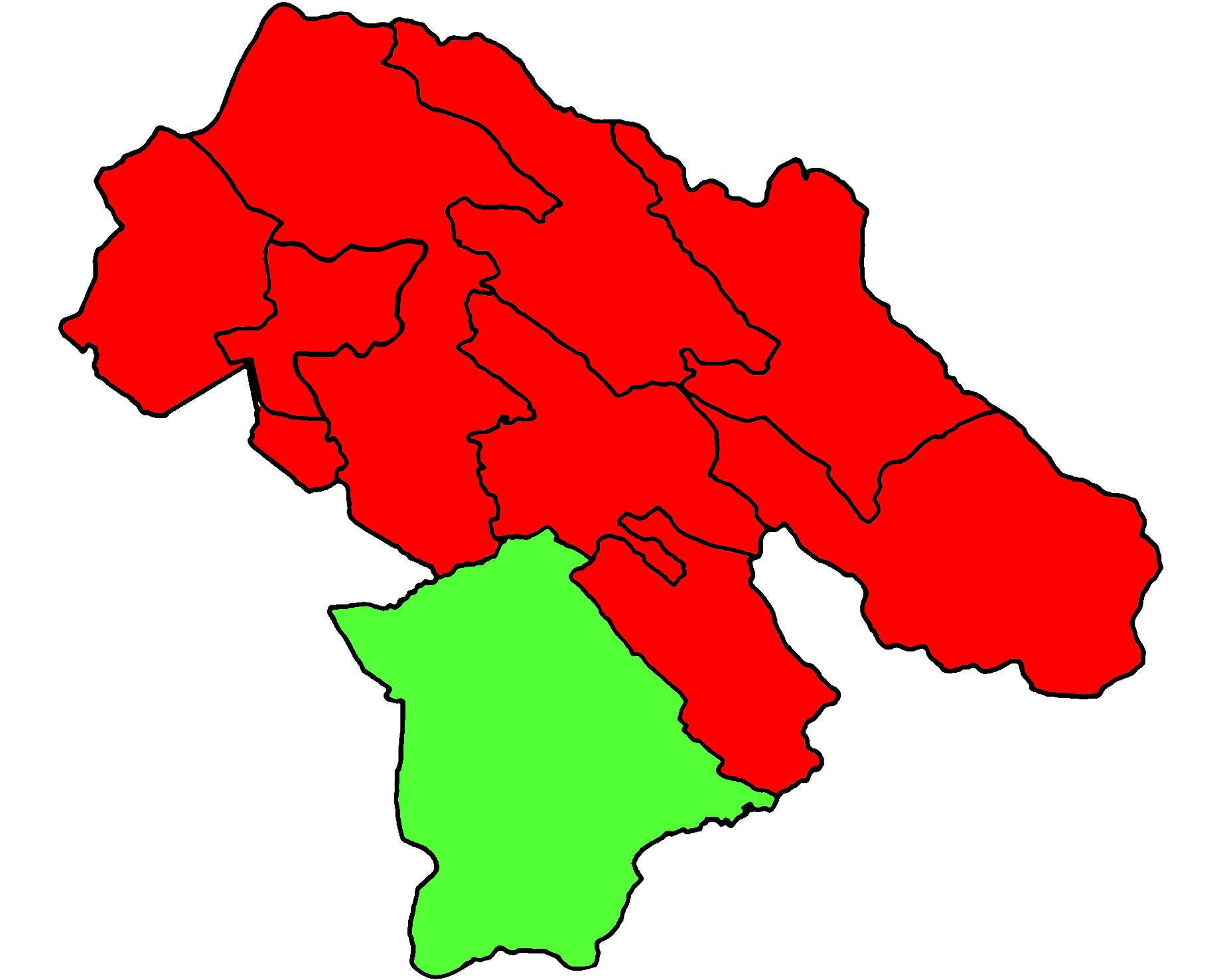
موقعیت جغرافیایی شهرستان گچساران

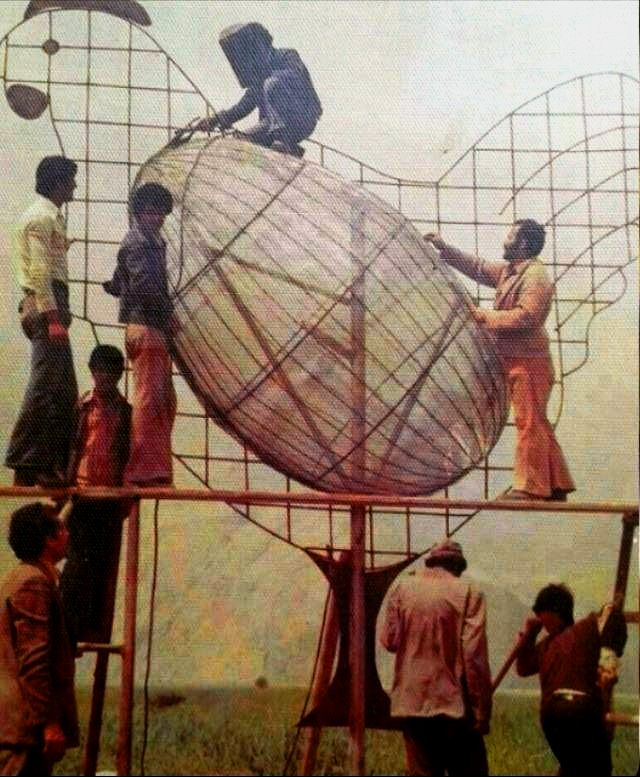
کارگران در حال ساخت تندیس معروف مرغ و تخم مرغ (در دهه پنجاه) از نمادهای شهر گچساران، نصب شده در ورودی شرقی شهر

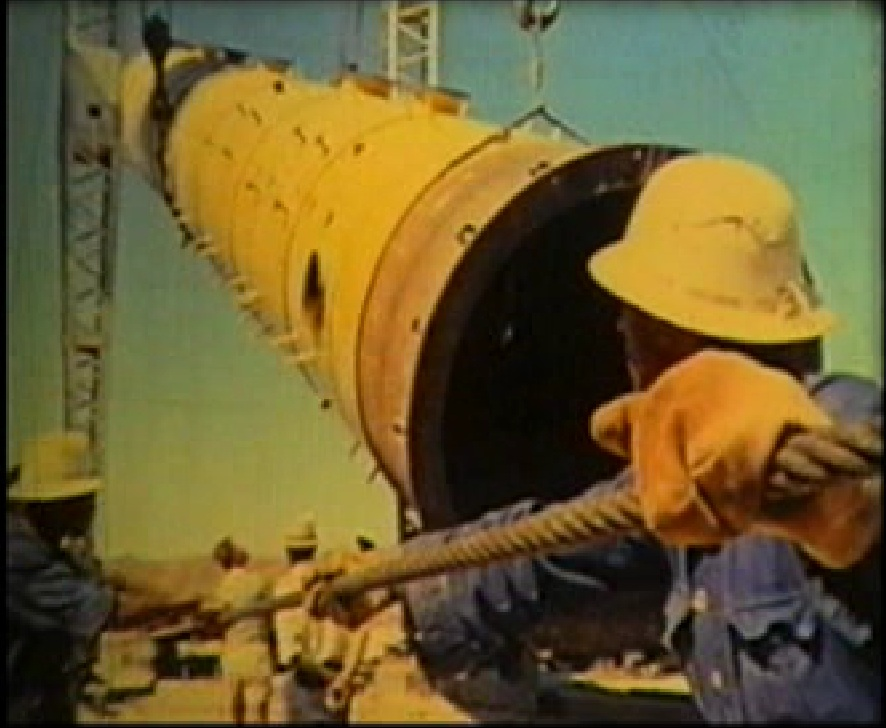
نصب دستگاه‌های تفکیک توسط کارکنان کمپانی انگلیسی به سال ۱۳۳۶ در دشت بلوط گچساران

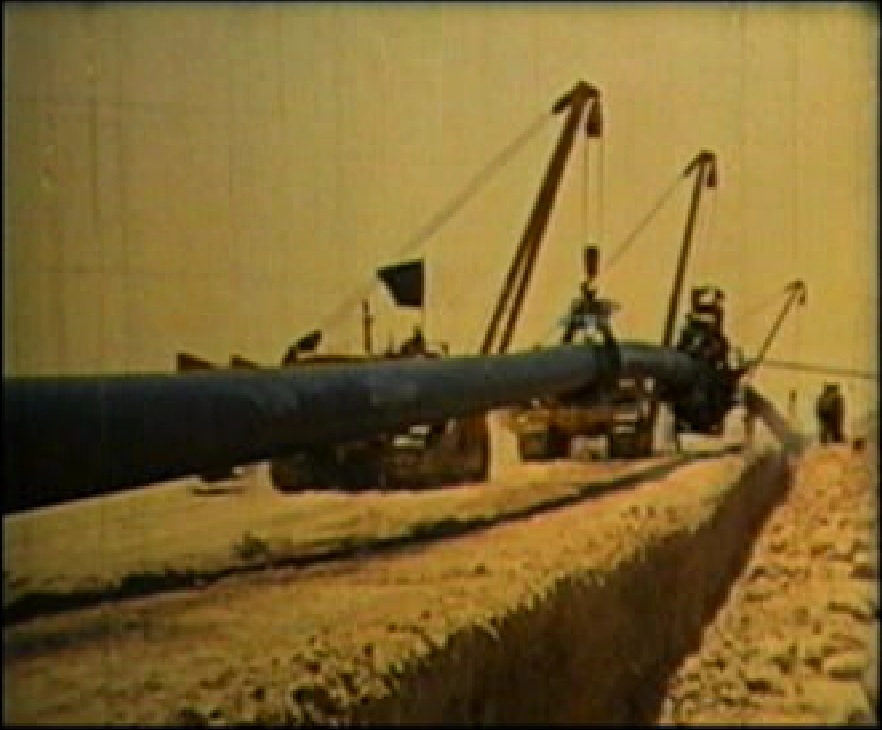
ایجاد خط لوله جهت انتقال نفت از گچساران به خارک در سال ۱۳۳۶

## منابع نفتی

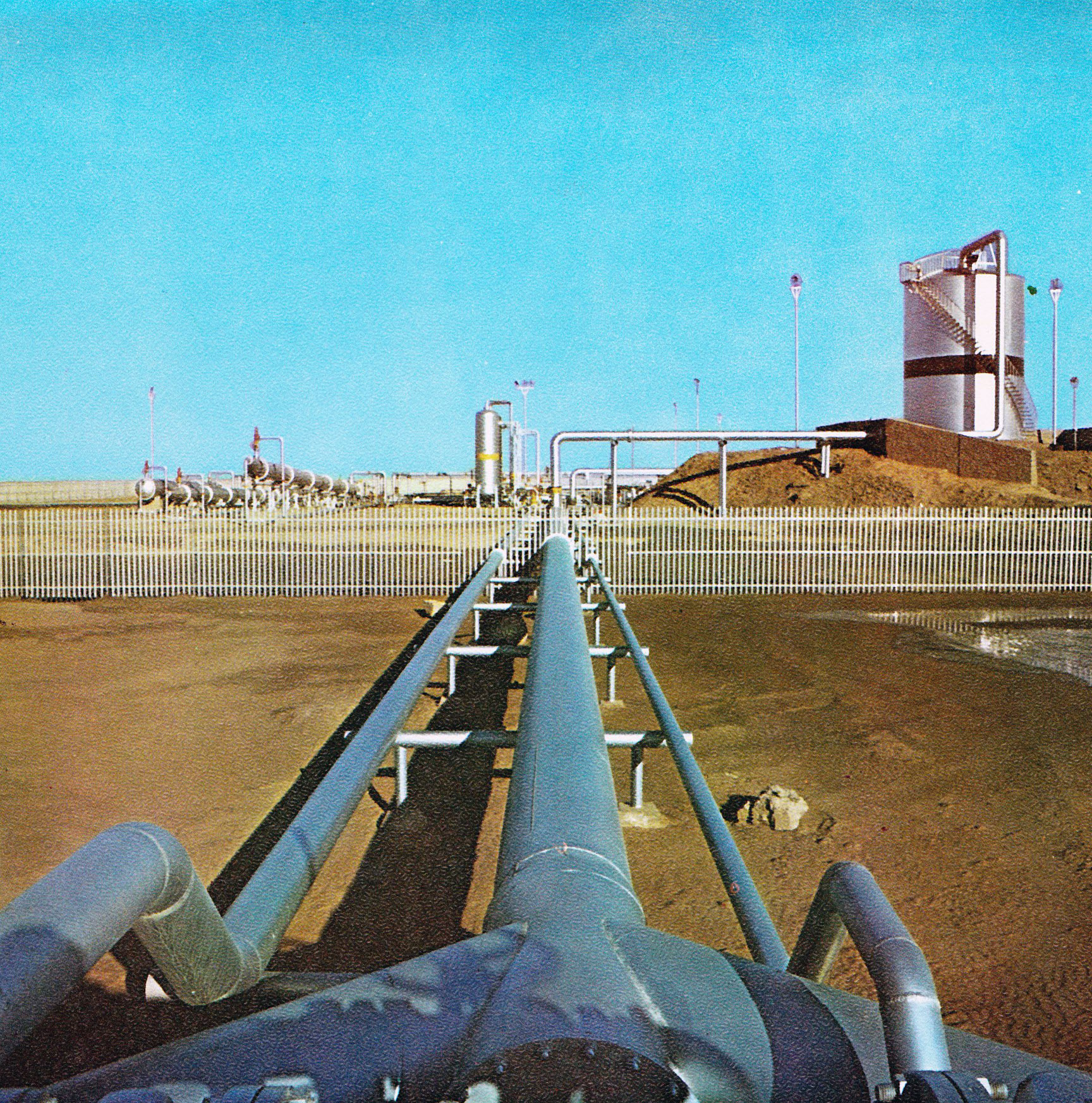
تجهیزات نفت گچساران

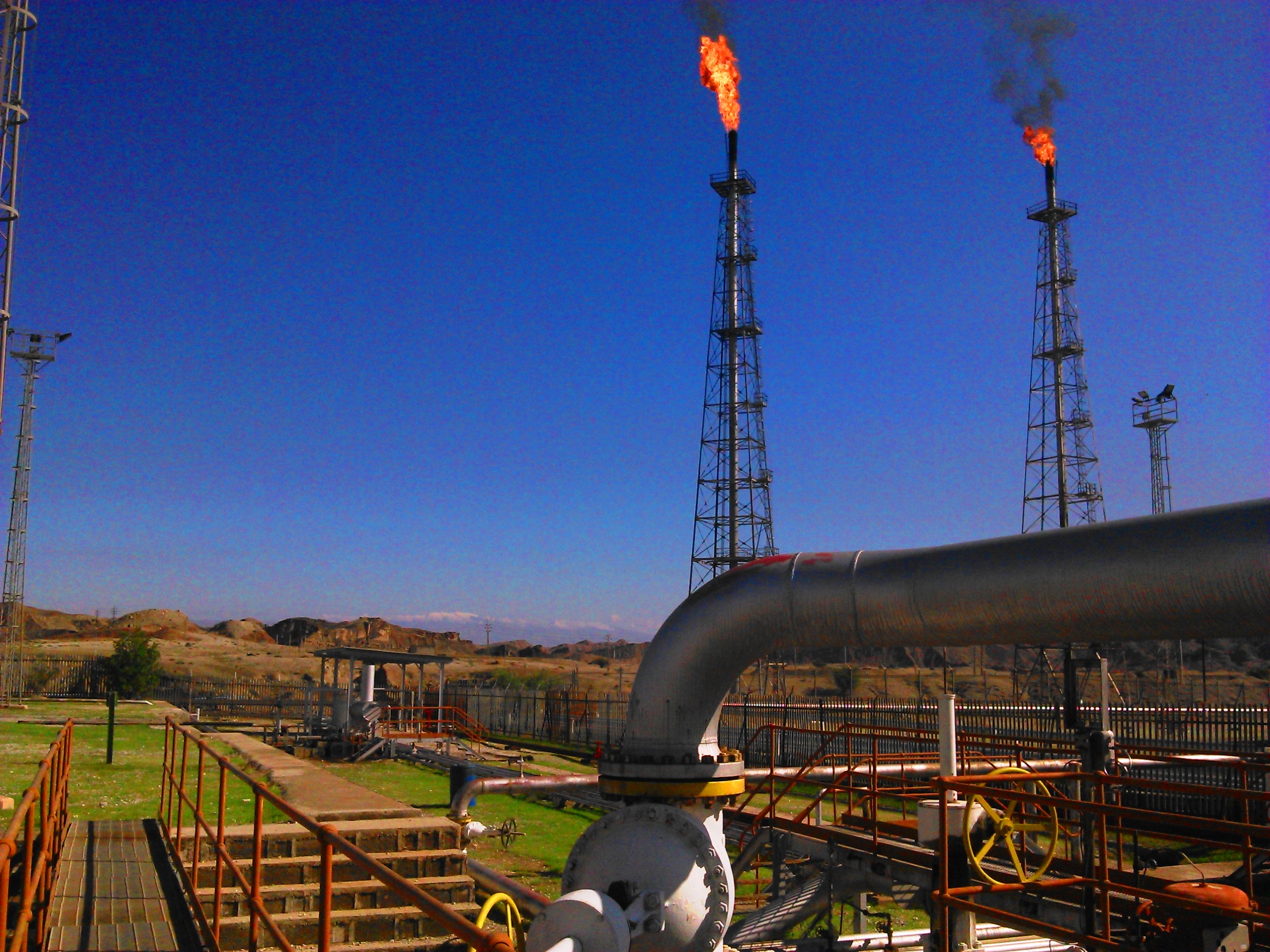
یک حلقه چاه نفتی

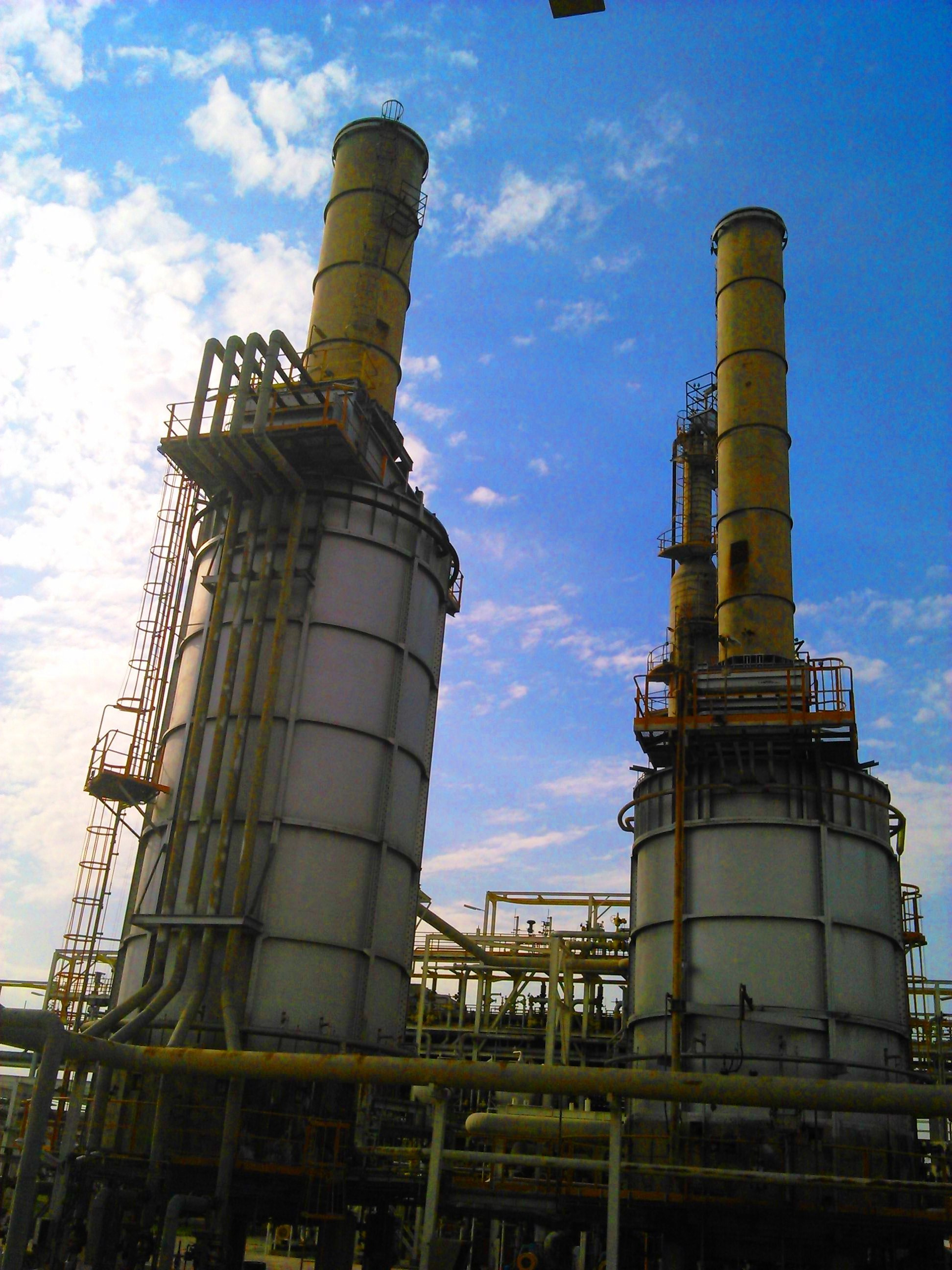
یک کارخانه تولید گاز مایع در گچساران

### مراکز خرید

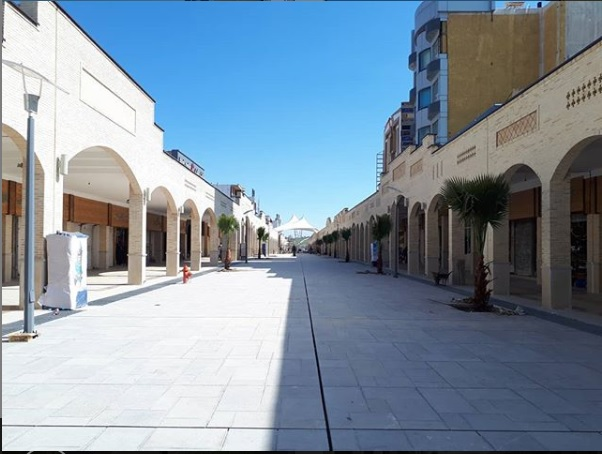
بازار بلادیان گچساران

## مکان‌های مذهبی

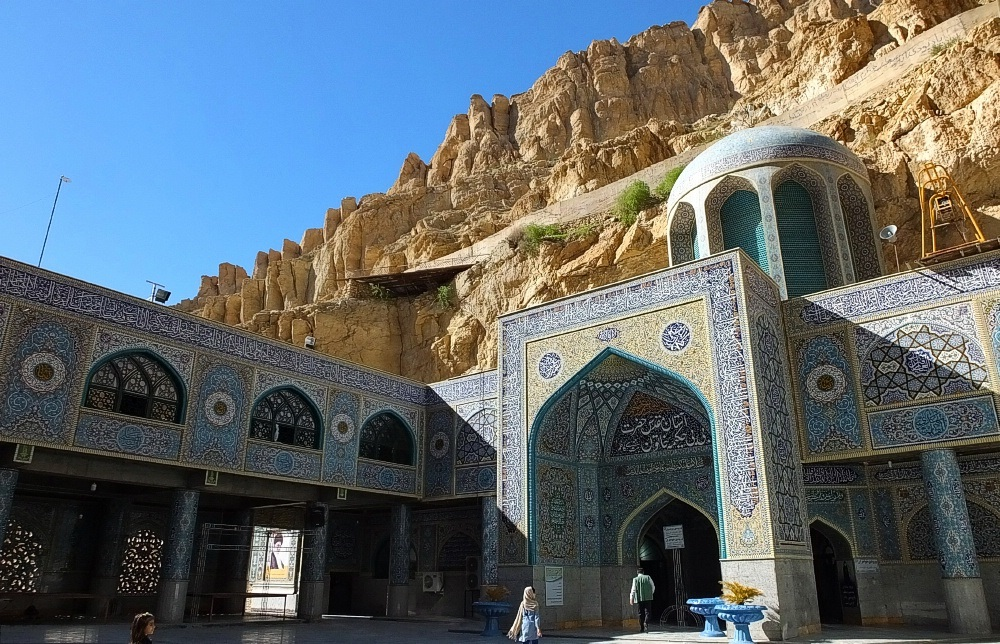
بارگاه بی بی حکیمه خاتون خواهر امام رضا (ع)

## روستاهای شهرستان گچساران و نگارخانه

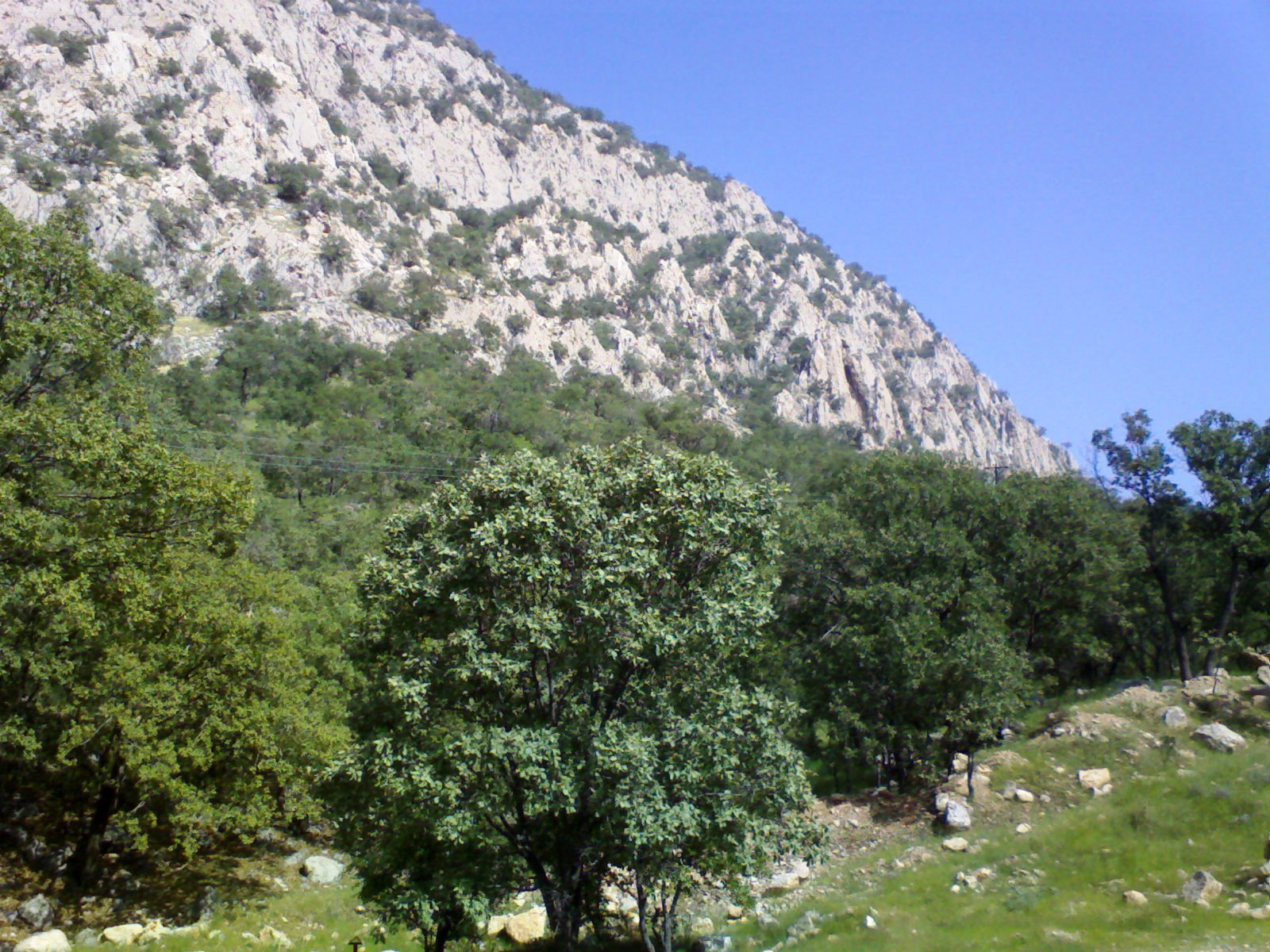
تنگ دیل
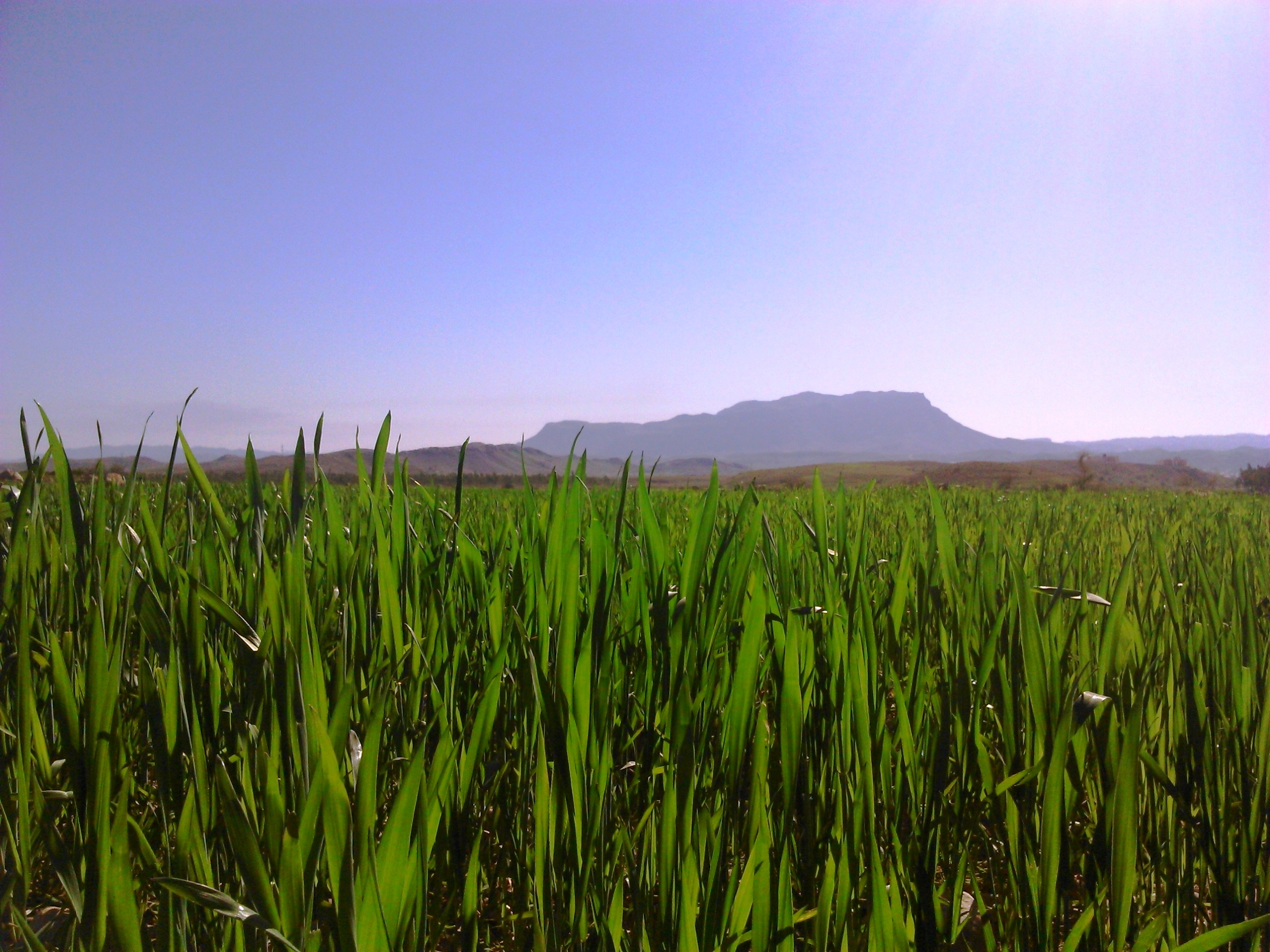
کوه شهرو
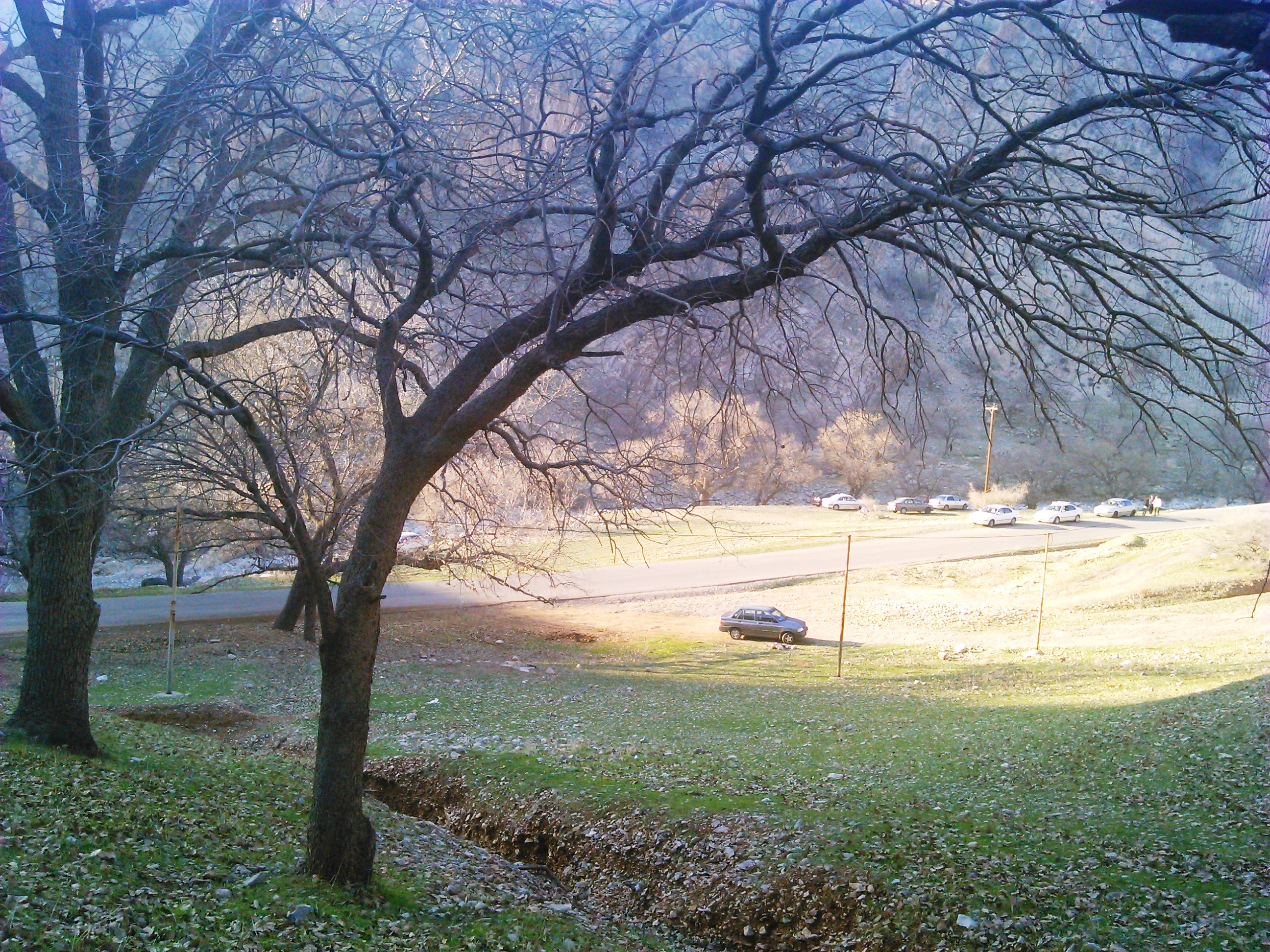
جاده گناوه شمالی(لری)
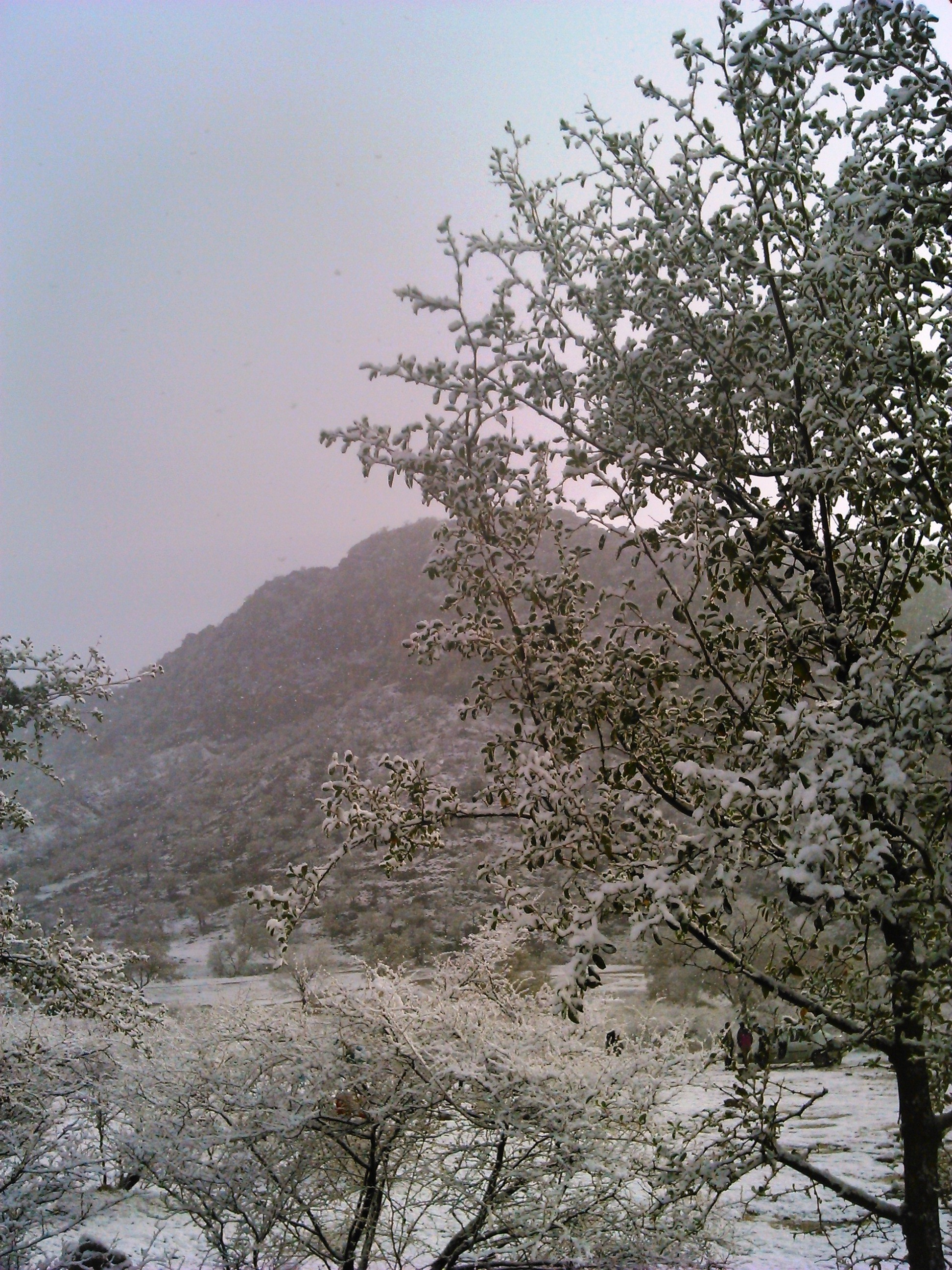
طبیعت زمستانی گناوه شمالی در گچساران
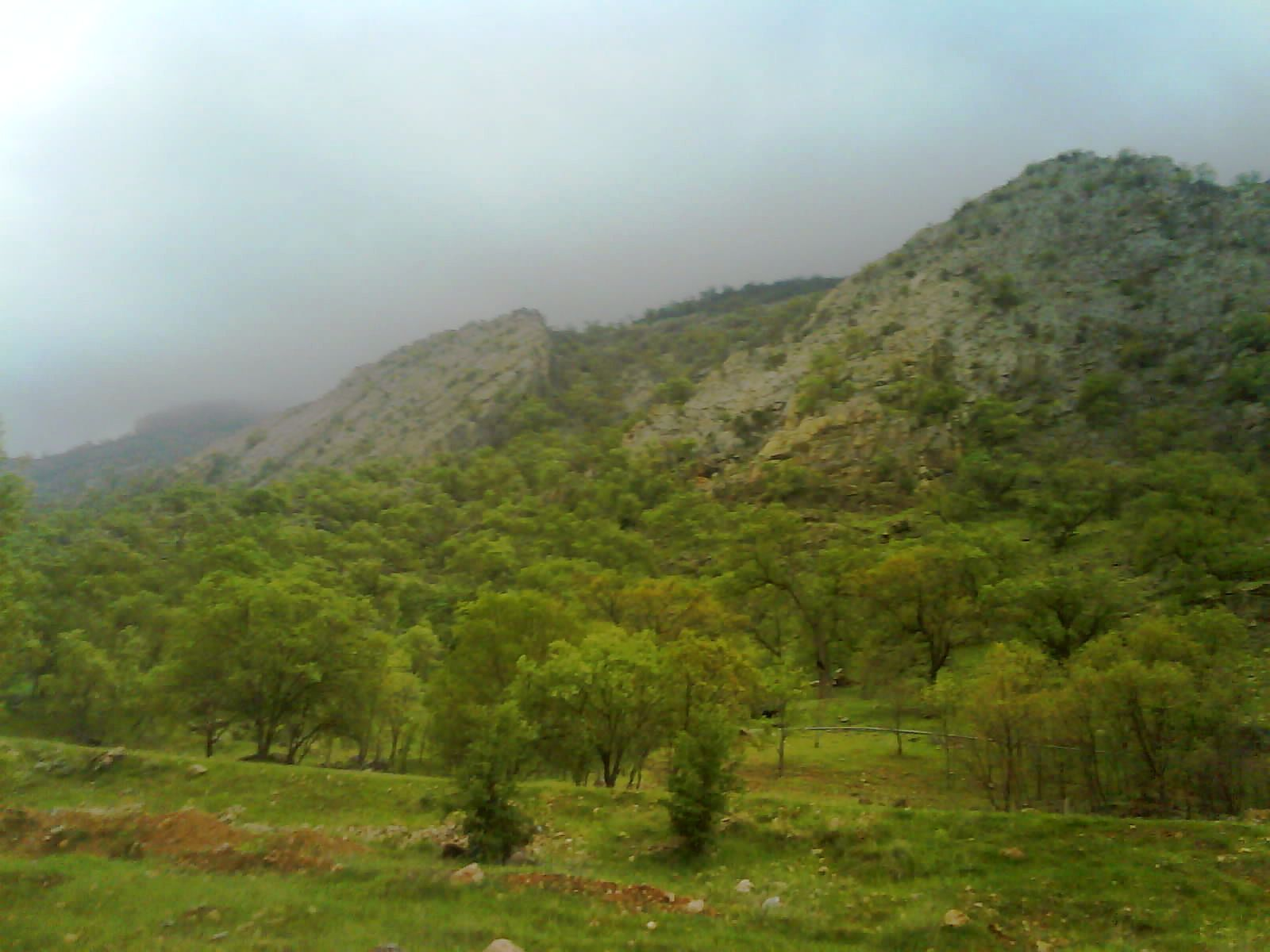
دیل در گچساران در اواخر زمستان
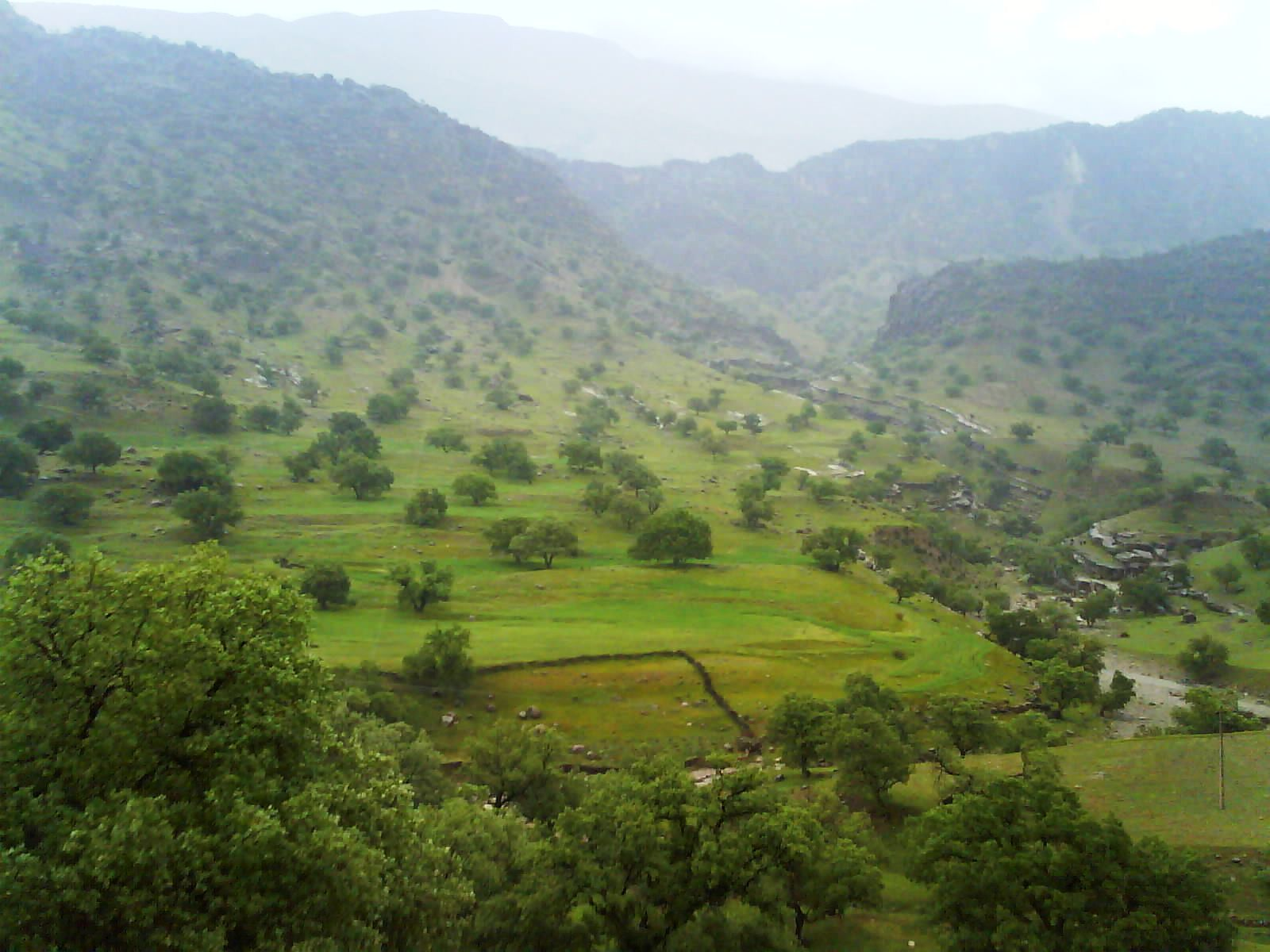
طبیعت برابر در اوایل بهار
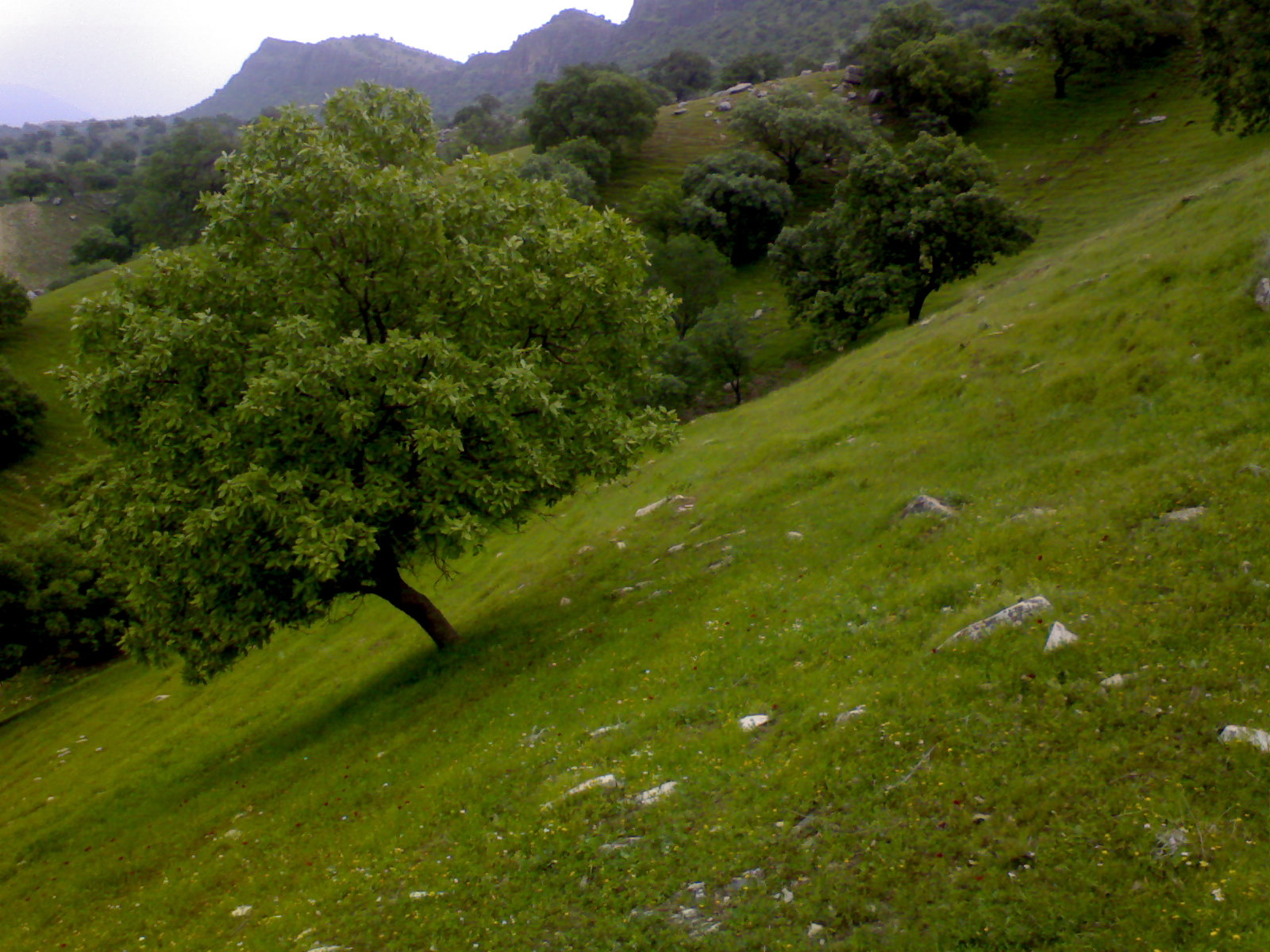
منطقه گردشگری شلالدون در اوایل بهار
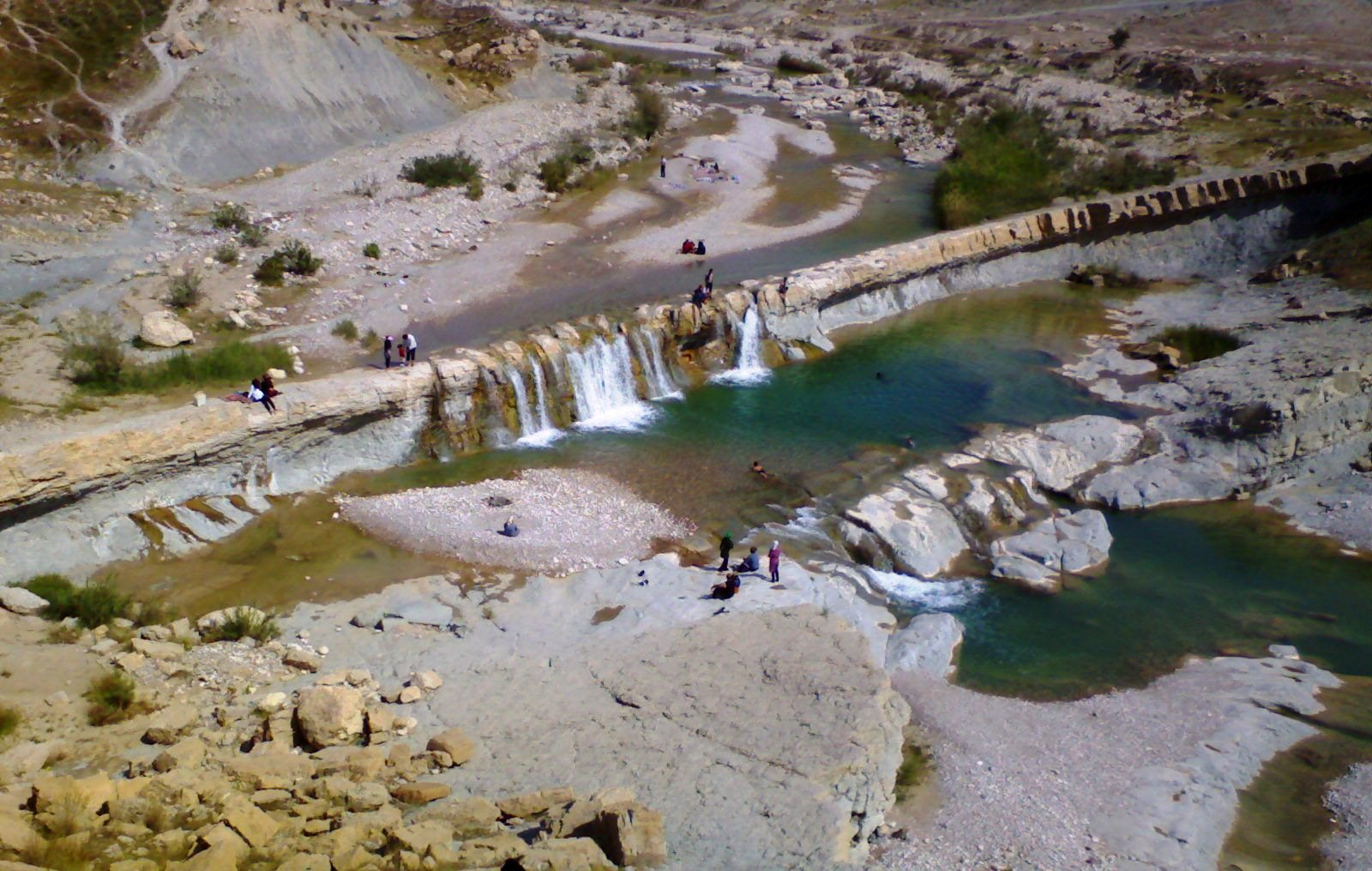
آبشار کیوان در لیشتر، گچساران
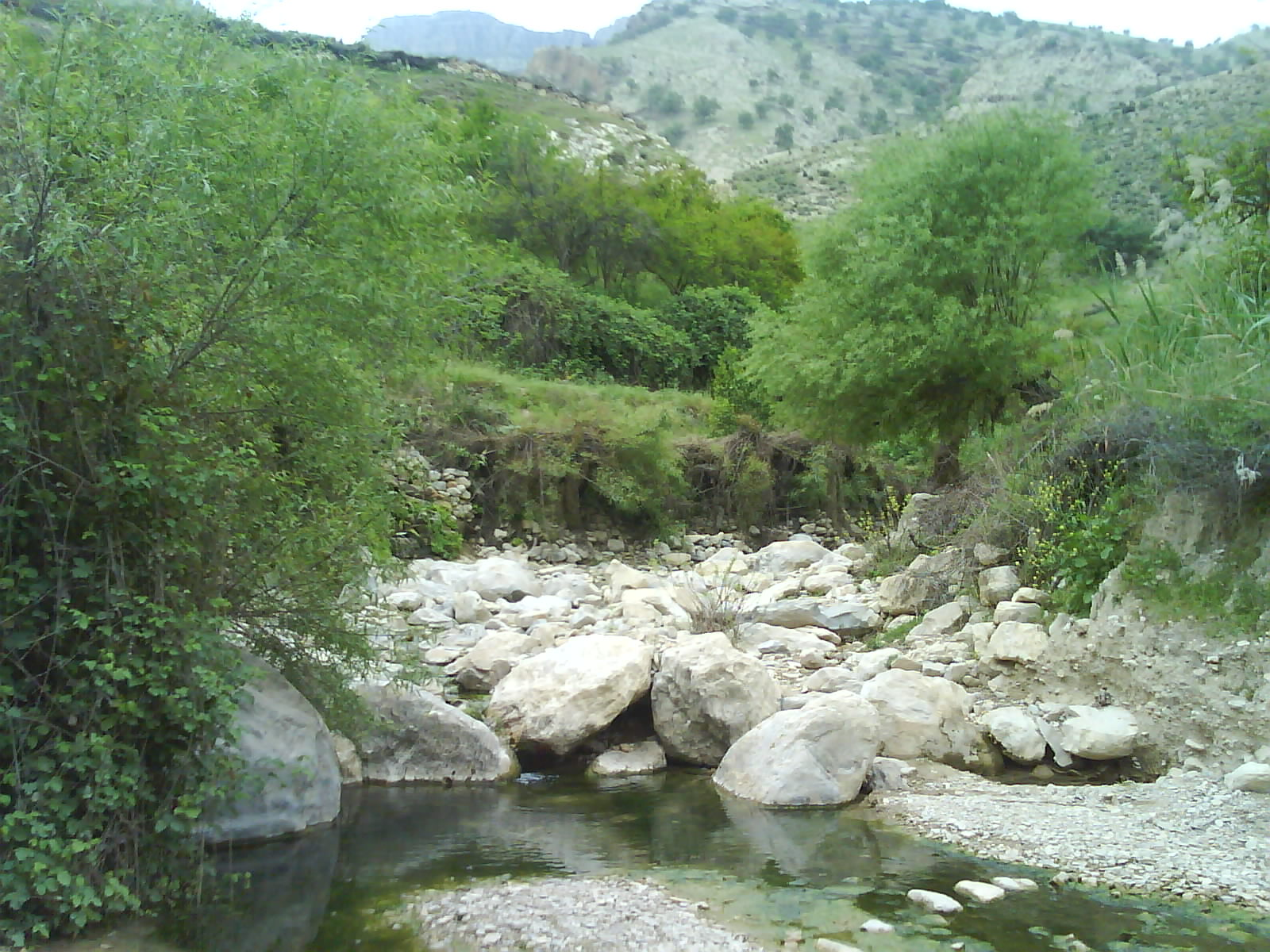
چشم‌اندازی زیبا در روستای نیمدور
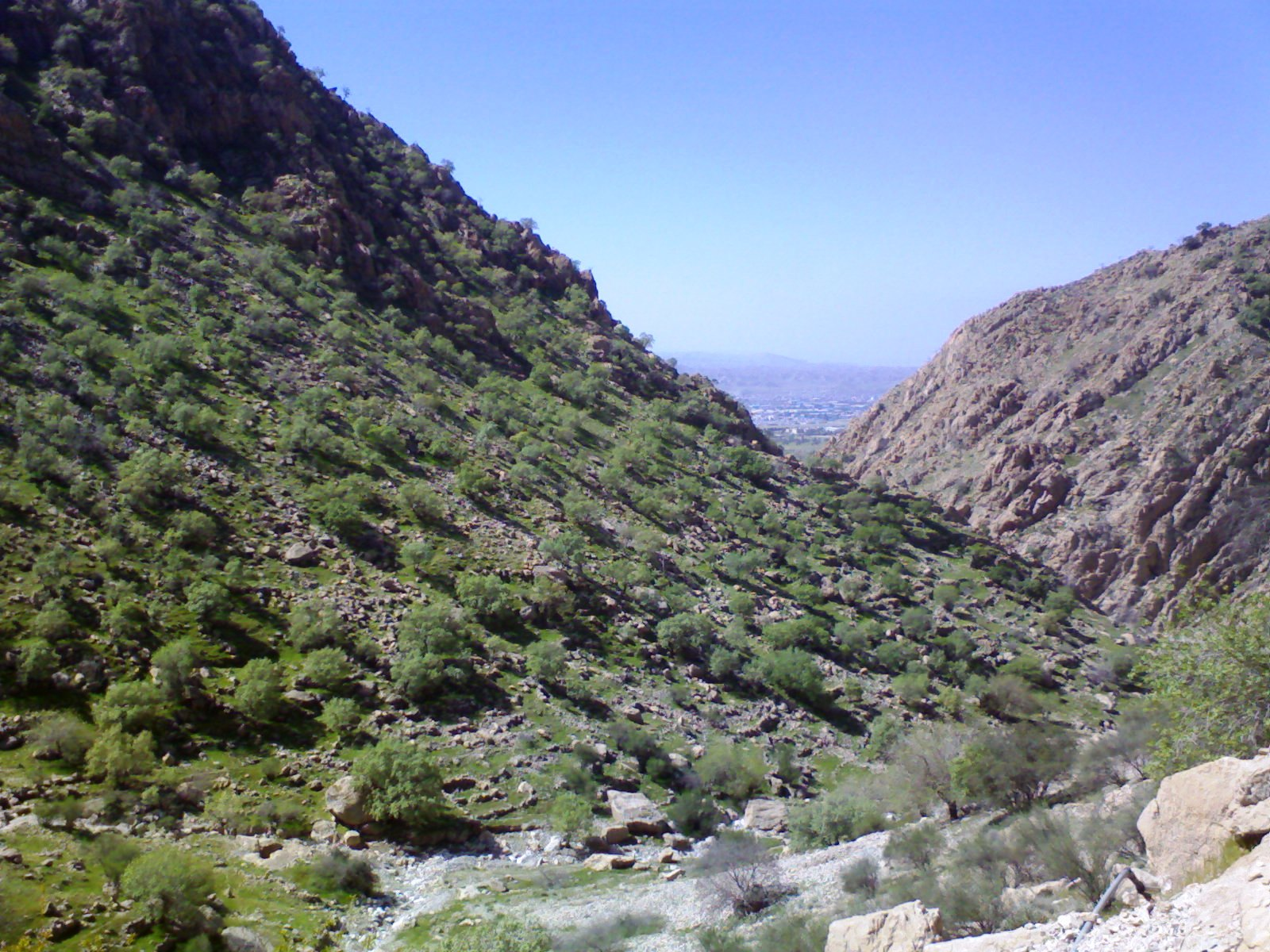
نمای زیبایی از شهر گچساران عکس‌برداری شده در تنگه ای واقع در شمال شهر
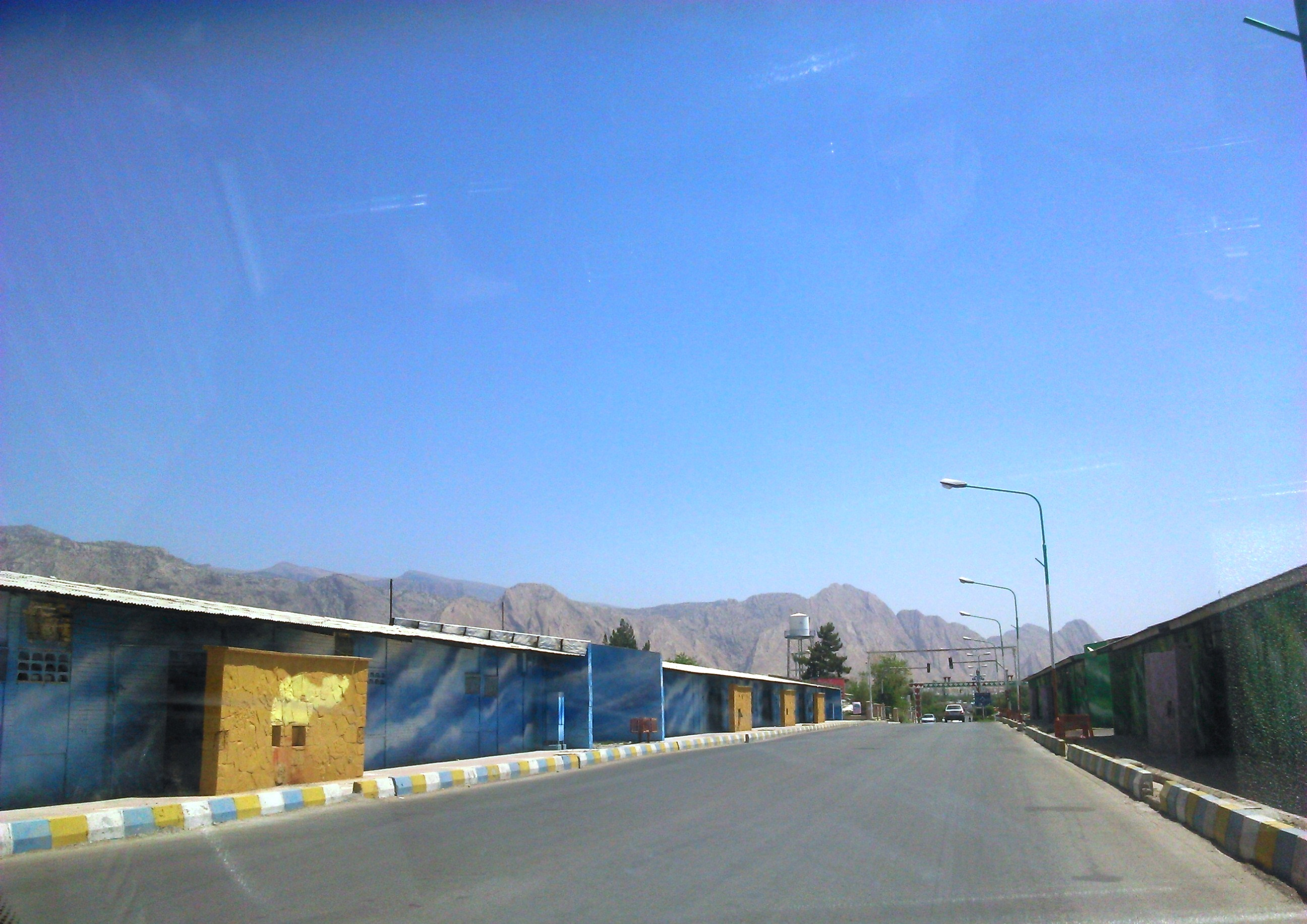
منازل شرکت نفت
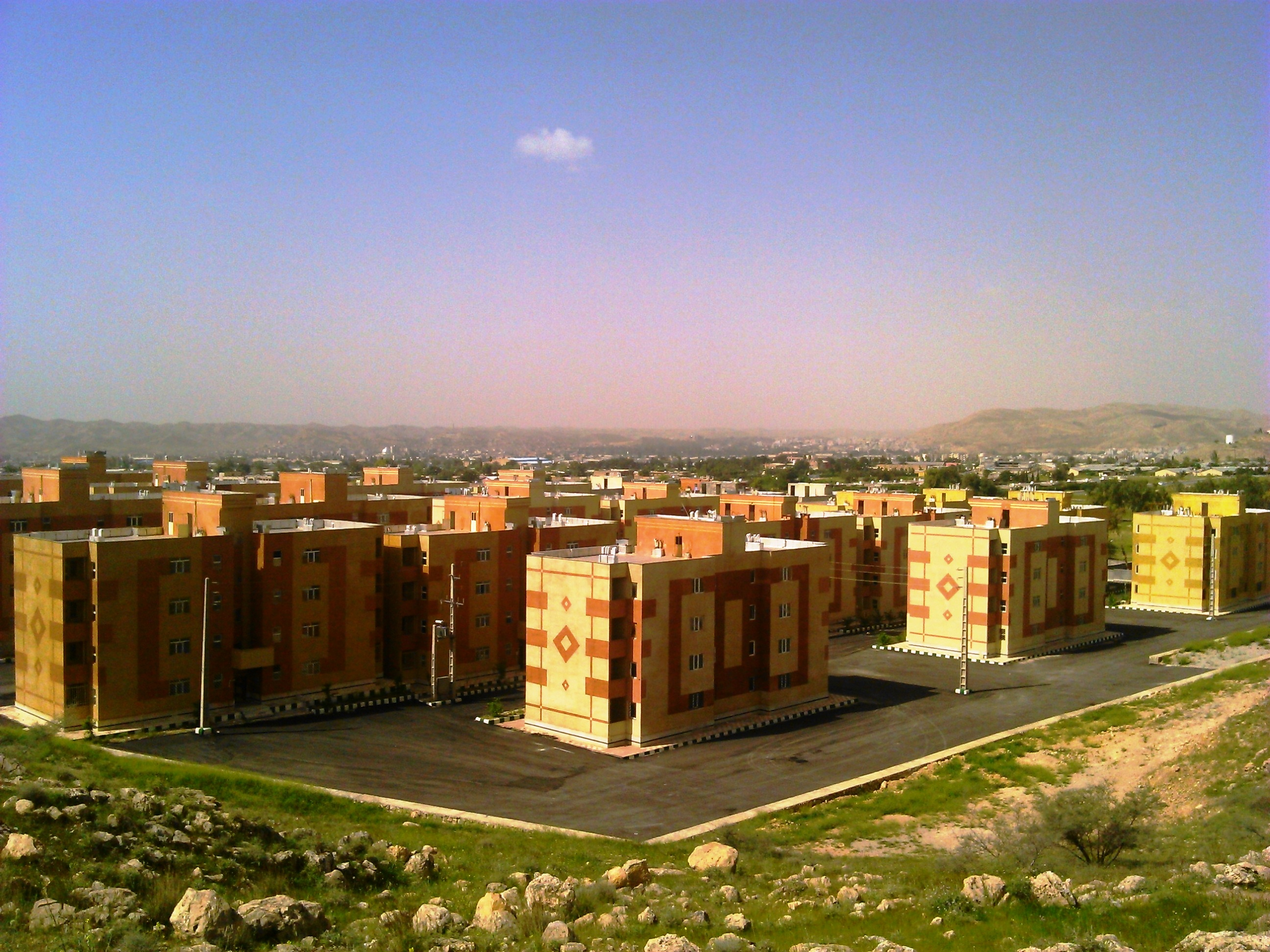
مسکن مهر
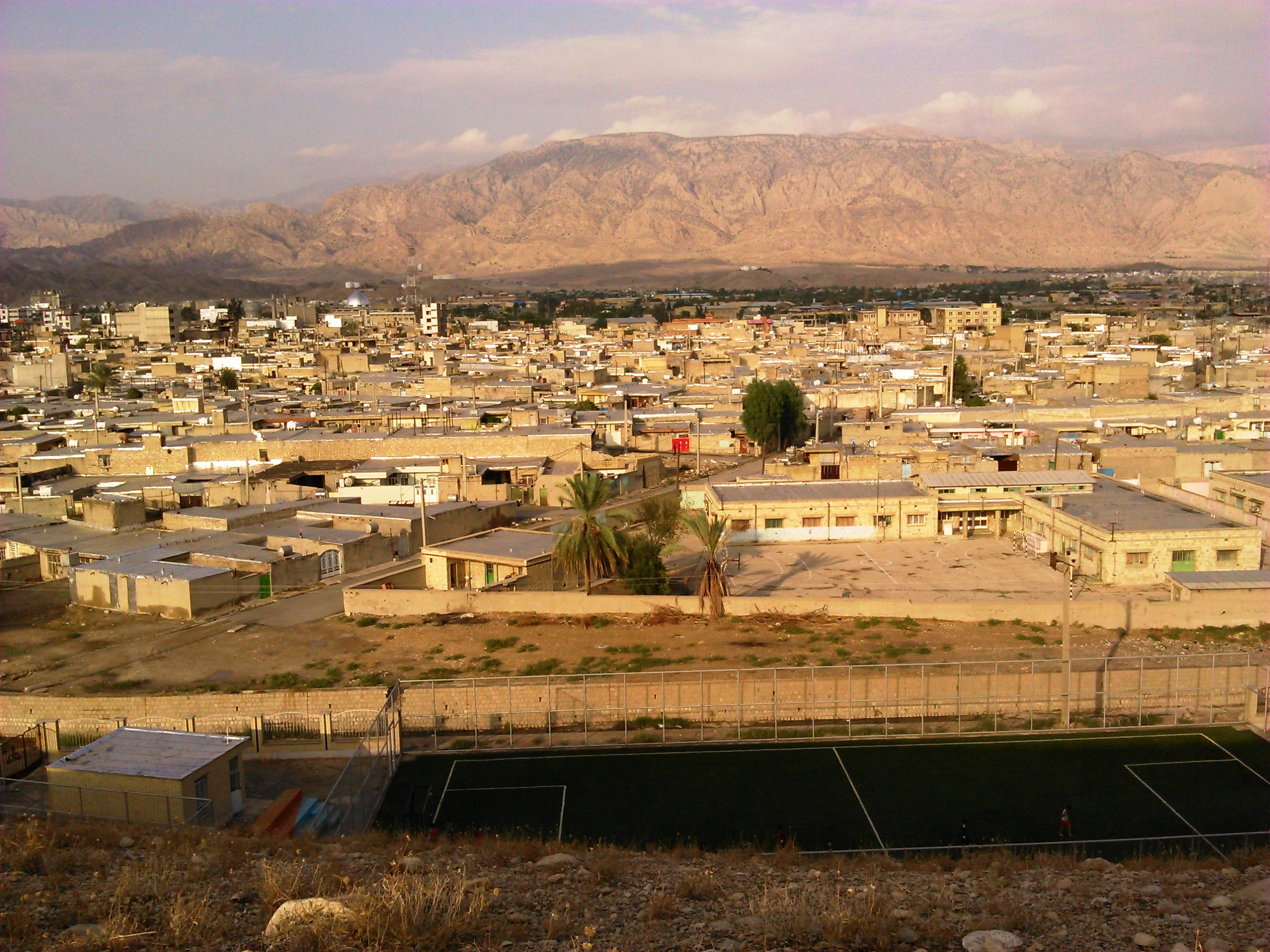
محله سادات
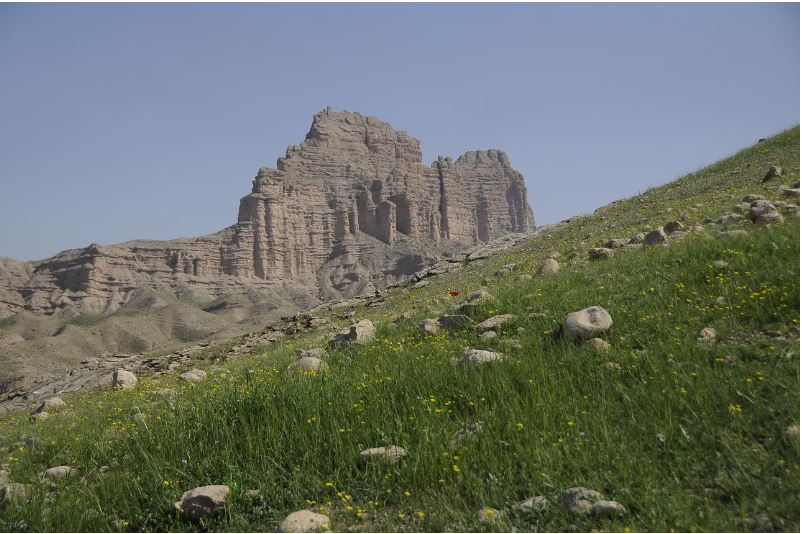
دژ سلیمان درجنوب گچساران
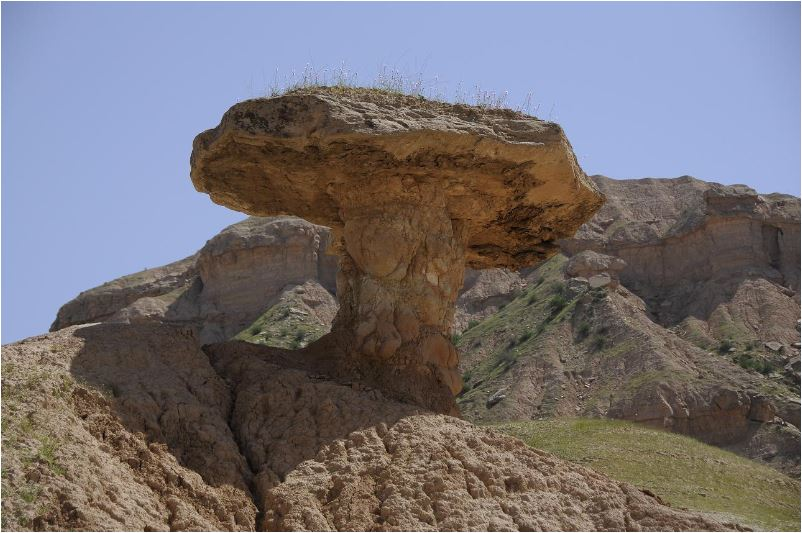
یکی از صخره‌های قارچی شکل، حوالی دژ سلیمان در جنوب گچساران
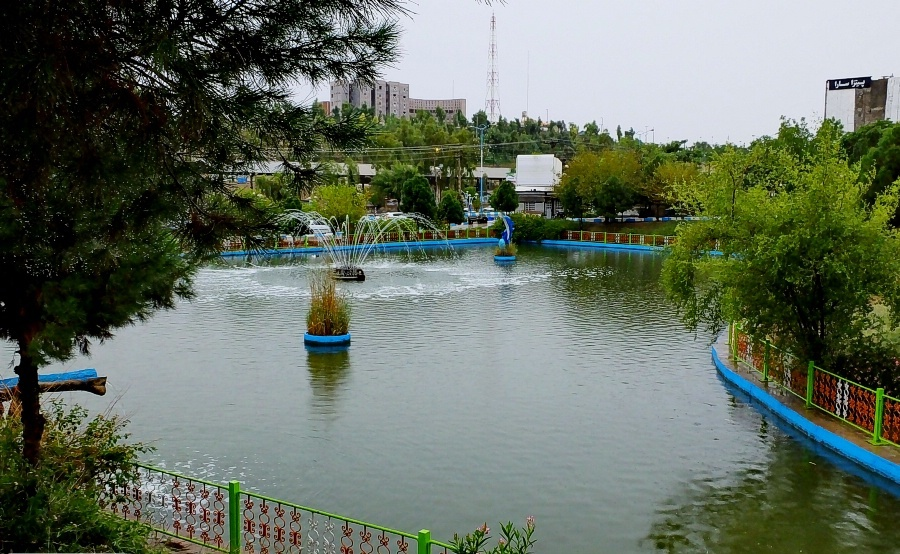
پارک لاله، گچساران
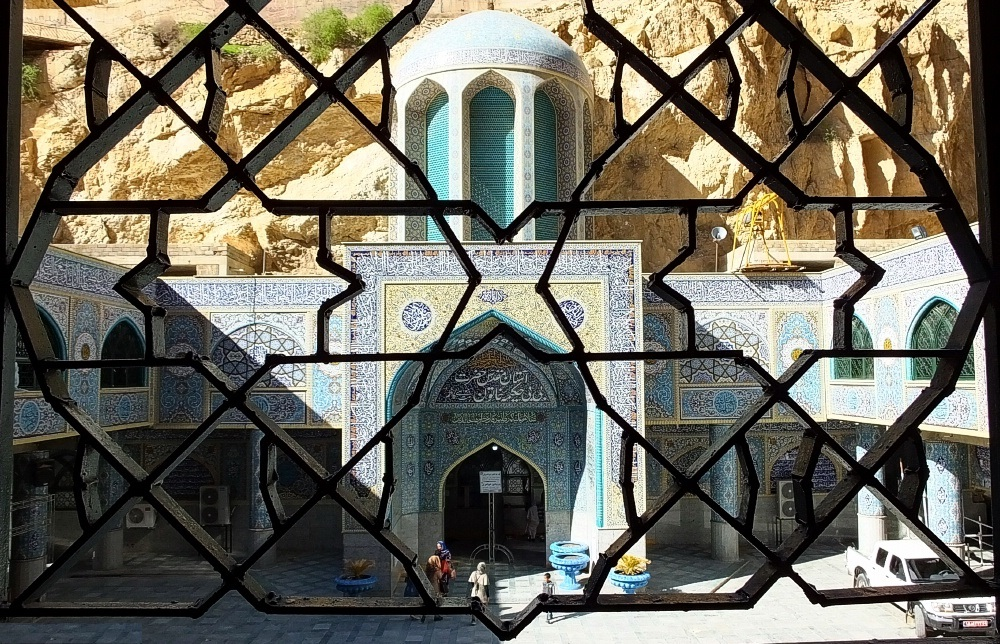
حرم بی بی حکیمه خاتون، گچساران